# Commelina droogmansiana
Commelina droogmansiana är en himmelsblomsväxtart som beskrevs av De Wild. Commelina droogmansiana ingår i släktet himmelsblommor, och familjen himmelsblomsväxter. Inga underarter finns listade.